# لزان كاسيوسي
اللزان الكاسيوسي (باللاتينية: Cytisus cassius) نوع نباتي يتبع جنس اللزان من الفصيلة البقولية. سمي نسبة إلى جبل كاسيوس (أو الجبل الأقرع) في شمال غرب سورية.

## الموئل والانتشار
موطنه بلاد الشام وتركيا.